# Millbrook (Wielki Manchester)
Millbrook – wieś w Anglii, w hrabstwie ceremonialnym Wielki Manchester, w dystrykcie metropolitalnym Tameside. Leży 14 km na wschód od centrum miasta Manchester.